# 格拉茨伯国
格拉茨伯国（德语：Grafschaft Glatz），又称克拉德斯科伯国（捷克语：Kladské hrabství）克沃兹科伯国（波兰语：Hrabstwo kłodzkie），是波希米亚历史上的一个行政单位，是波希米亚王国的一部分，后来并入了哈布斯堡的领地。在西里西亚战争后成为了普鲁士王国的一部分，首都位于今波兰尼萨河畔的克沃兹科。该领土包括克沃兹科兰，在苏台德山脉的中心有克沃兹科山谷，大致相当于波兰下西里西亚省今天的克沃兹科县。